# Primànitx
Primànitx (en rus: Приманыч) és un poble (un possiólok) de Calmúquia, a Rússia, segons el cens del 2012 tenia 686 habitants. Pertany al districte municipal d'Ikí-Burul.